# Агрипина Ваганова
Агрипина Јаковљевна Ваганова (рус. Агриппина Яковлевна Ваганова; Санкт Петербург, 6. јул 1879 — Лењинград, 5. новембар 1951) је била најзначајнији руски балетски педагог. Цео живот и каријеру провела је у Петровграду, у коме једна од најзначајнијих балетских школа на свету од 1957. носи њено име.

## Играчка каријера
Убрзо након дипломирања постаје чланица „Империјал балета“ (каснији/данашњи Маријски-Киров). Њене креације су биле запажене од стране публике, а критика ју је називала краљицом варијација. Ипак, балет-мајстор „Империјал балета“ Маријус Петипа је није имао у виду за премијере и значајније представе. Звање примабалерине добија тек годину дана пред завршетак играчке каријере.
Године 1897. се придружила позоришној трупи Маријински театар, где је радила до 1917. године. Са подучавањем је почела у Лењиградској кореографској школи 1921. године.

## Каријера балетског педагога
Након завршетка играчке каријере почиње да се бави педагогијом. Развија сопствени систем вежби - који представља комбинацију знања које је стекла у Империјал школи балета, са методама које су се користили у Француској и Италији, као и сопственим решењима до којих је дошла током играчке каријере. Овај систем се данас по њој назива Ваганова метод.
Балетска академија која делује при данашњем Маријском театру, а која следи непрекидну традицију Империјал академије за класични балет, неколико година након смрти своје најзначајније професорке и дугогодишње директорке, носи њено име.
Ауторка је уџбеника Основи класичног плеса (1934) који је широко коришћен у свету.